# Протесты в Джибути (2011)
Протесты в Джибути — масштабная акция протеста, прошедшая в январе-марте 2011 года в Джибути. Так как государство является членом Лиги арабских государств, протесты получили большое влияние от Арабской весны на полуострове Сомали и на Аравийском полуострове. Акция протеста завершилась обширными арестами и запретом на иностранное наблюдение в стране.

## Предыстория
Президент Джибути Исмаил Омар Гелле находится при власти с 1999 года, а его правительство правит уже 34 года. Президент Гелле изменил конституцию, чтобы дать себе право участвовать в выборах на должность президента на третий срок, однако, это вызвало недовольство у населения Джибути.
Протесты произошли за несколько месяцев до президентских выборов в Джибути 2011 года.

## Протесты

### До 19 февраля
25 января 2011 года тысяч людей начали начали акции протеста в городе Джибути, столице государства. 300 людей собрались на площади в столице. 18 февраля тысячи жителей Джибути начали демонстрации против президента, собравшись на стадионе с целью оставаться там до тех пор, пока их требования не будут удовлетворены. Тем не менее, вечером демонстрации перешли в схватки между демонстрантами и полицией. Полиция использовала резиновые дубинки и слезоточивый газ против демонстрантов, бросавших камни. Представители «Союза за демократические изменения» — «зонтичная организация» трёх оппозиционных групп — произнесли свои речи во время демонстрации, призывая президента Гелле уйти в отставку.

### С 19 по 25 февраля
19 февраля сообщалось об ужесточении схваток, которые происходили на протяжении целых суток. Был убит один полицейский, а также, согласно некоторым источникам, был убит один демонстрант. Лидеры мнений демонстрантов были арестованы. На следующий день полиция выпустила лидеров оппозиции, так как демонстранты сражались с полицией.
Лидеры «United Sun Nations», оппозиционных партий и организаторы протестов собирались встретиться 24 февраля дабы обсудить планы для протестов 25 февраля. Полиция, согласно приказу президента Гелле, арестовала 300 организаторов протестов во время и после массовых протестов 18 февраля. Сообщалось о пытках над организаторами протестов, дабы умерить пыл демонстрантов. После несостоявшегося собрания лидеров оппозиции 24 февраля, лидер оппозиции Бурхан Мохаммед Али сказал, что он боится того, что протесты утихли. Протесты были запланированы на 4 марта, но ещё было неизвестно, смогли бы граждане Джибути скоординироваться без 300 арестованных лидеров оппозиции.

### С 26 февраля по 11 марта
3 марта правительство Джибути приказало оппозиционным партиям отменить демонстрации 4 марта из за того, что предыдущий протест превратился в побоище. Мохаммед Дауд, глава оппозиционной Партии развития Джибути, сказал, что протесты пройдут как и запланировано. 4 марта солдаты и полиция заполонили улицы, чтобы предотвратить перемещение демонстрантов к городскому стадиону, где они должны были провести акцию протеста. Следующая акция была запланирована на 11 марта, но полиция быстро подавила протест и арестовала 4 лидеров оппозиции.

## Цензура и аресты
9 февраля президент Лиги прав человека Джибути был арестован. 21 марта из страны были выведены американские наблюдатели за выборами, чьей задачей было проследить за президентскими выборами в апреле 2011 года.
Во время протестов было арестовано очень много оппозиционеров и даже некоторых работников радиостанций, а именно 6 сотрудников радиостанции La Voix de Djibouti,

## Реакции
Форин-офис Великобритании предупредил граждан об опасности путешествий в Джибути в период восстания.